# 에어재팬
에어재팬(영어: Air Japan, 일본어: エアージャパン)은 1990년에 설립된 일본의 항공사이자 전일본공수의 계열사로 2010년 화물 항공사인 ANA&JP 익스프레스와 합병되었고 모든 여객 노선과 코드 공유의 경우 전일본공수와 공유했다. 2024년 2월 저비용항공사로 재편되었다.

## 역사
- 1990년 6월 29일 : 월드 에어 네트워크 회사로 설립.
- 1991년 2월 8일 : 부정기 항공 운송 사업 면허 취득.
- 1995년 9월 1일 : 운항 중단.
- 2001년 7월 5일 : 에어재팬으로 회사명 변경.
- 2002년 1월 1일 : 운항 재개 (간사이 국제공항발 인천국제공항행 국제선 취항).
- 2002년 3월 29일 : 간사이 국제공항발 앤토니오 B. 원 팻 국제공항행 국제선 취항.
- 2003년 3월 30일 : 나리타 국제공항발 호놀룰루 국제공항행 국제선 취항.
- 2004년 : 화물 노선 전일본공수에서 수탁 운영.
- 2005년 1월 1일 : 나리타 국제공항발 상하이 푸둥 국제공항행 화물 노선 운항을 전일본공수에서 수탁 운영.
- 2006년 8월 1일 : 에어재팬 화물선 부문을 ANA&JP 익스프레스로 분할 설립.
- 2006년 10월 29일 : 나리타 국제공항발 광저우 바이윈 국제공항 국제선 운항을 전일본공수에서 수탁 운영.
- 2008년 4월 1일 : 하네다 국제공항발 홍콩 국제공항 국제선 노선 운항을 전일본공수에서 수탁 운영.
- 2010년 7월 1일 : 화물 항공사인 ANA&JP 익스프레스와 합병.[1]
- 2024년 4월 9일 : 나리타 - 수완나품 여객 노선 취항

## 운항 노선
- 도쿄 나리타국제공항->대한민국 인천국제공항
- 도쿄 나리타국제공항->태국 방콕수완나품공항
- 도쿄 나리타국제공항->싱가포르 창이국제공항

## 보유 기종
- 2024년 5월 기준으로 에어재팬은 다음과 같은 기종을 보유하고 있다.[2]